# Luc (Lozère)
Luc  község Franciaországban, Lozère megye keleti részén. 2011-ben 228 lakosa volt.

## Fekvés
Luc az Allier  völgyében fekszik, a megye keleti határán, Langogne-tól 12 km-re délre, La Bastide-Puylaurent-tól 8 km-re északra. Keresztülhalad rajta a D906-os megyei út, valamint a Langogne-Villefort-vasútvonal. Számos szórványtelepülés tartozik hozzá: Lestèvenès, Les Fagoux, Les Pradels (Espradels), Bertail, Chaniaux, Rogleton. A község területének 46%-át (2132 hektár) borítja erdő.
Délről La Bastide-Puylaurent, nyugatról Cheylard-l’Évêque és Saint-Flour-de-Mercoire, északról Langogne, keletről pedig (a határt az Allier alkotja) az Ardèche megyei Lespéron, Cellier-du-Luc, Saint-Étienne-de-Lugdarès valamint Laveyrune községek határolják. Közigazgatási területe 925 m és (a Moure de la Gardille gránitfennsíkján) 1386 m között változik.

## Történelem
A falu a történelmi Gévaudan és Vivarais tartományok határán, fontos kereskedelmi- és zarándokút (a Voie Regordane) mentén alakult ki. A 12. században a Randoni bárósághoz tartozó várat építettek az út védelmére. A százéves háború során, 1384-ben három nemesúr (Aigrain, Polignac és Choisinet) védte a várat az ostromló angoloktól, majd a Vivarais-vidéket is visszafoglalták tőlük.
1630 után Richelieu bíboros parancsára a várat lerombolták. 1764-ben a gévaudani fenevad első támadásai ezen a vidéken történtek. 1878-ban Robert Louis Stevenson öszvérrel megtett útján érintette Lucöt; a neves író útvonala ma a GR70-es hosszútávú túraútvonal.  Az 1876-ban még 1,3 ezer fős falu lakosságszáma a töredékére esett vissza, viszont az egész megyében itt a legmagasabb az ideiglenesen lakott házak aránya. 2007-ben a falu 332 lakóházából 245-ben  (73,8%) csak ideiglenesen tartózkodtak tulajdonosaik.

### Demográfia
| Év   | Lakosság |
| ---- | -------- |
| 1793 | 834      |
| 1851 | 1270     |
| 1876 | 1308     |
| 1901 | 967      |
| 1936 | 628      |

| Év   | Lakosság |
| ---- | -------- |
| 1946 | 526      |
| 1954 | 417      |
| 1962 | 407      |
| 1968 | 345      |

| Év   | Lakosság |
| ---- | -------- |
| 1975 | 300      |
| 1982 | 252      |
| 1990 | 212      |
| 1999 | 209      |
| 2010 | 227      |

## Nevezetességek
- A luci vár romjai a falu felett állnak, a romoktól szép kilátás nyílik az Allier völgyére. 1878-ban egy Szűz Mária-szobrot emeltek a vár tetejére.
- Katolikus temploma a 13-14. században épült román stílusban.

## Képtár

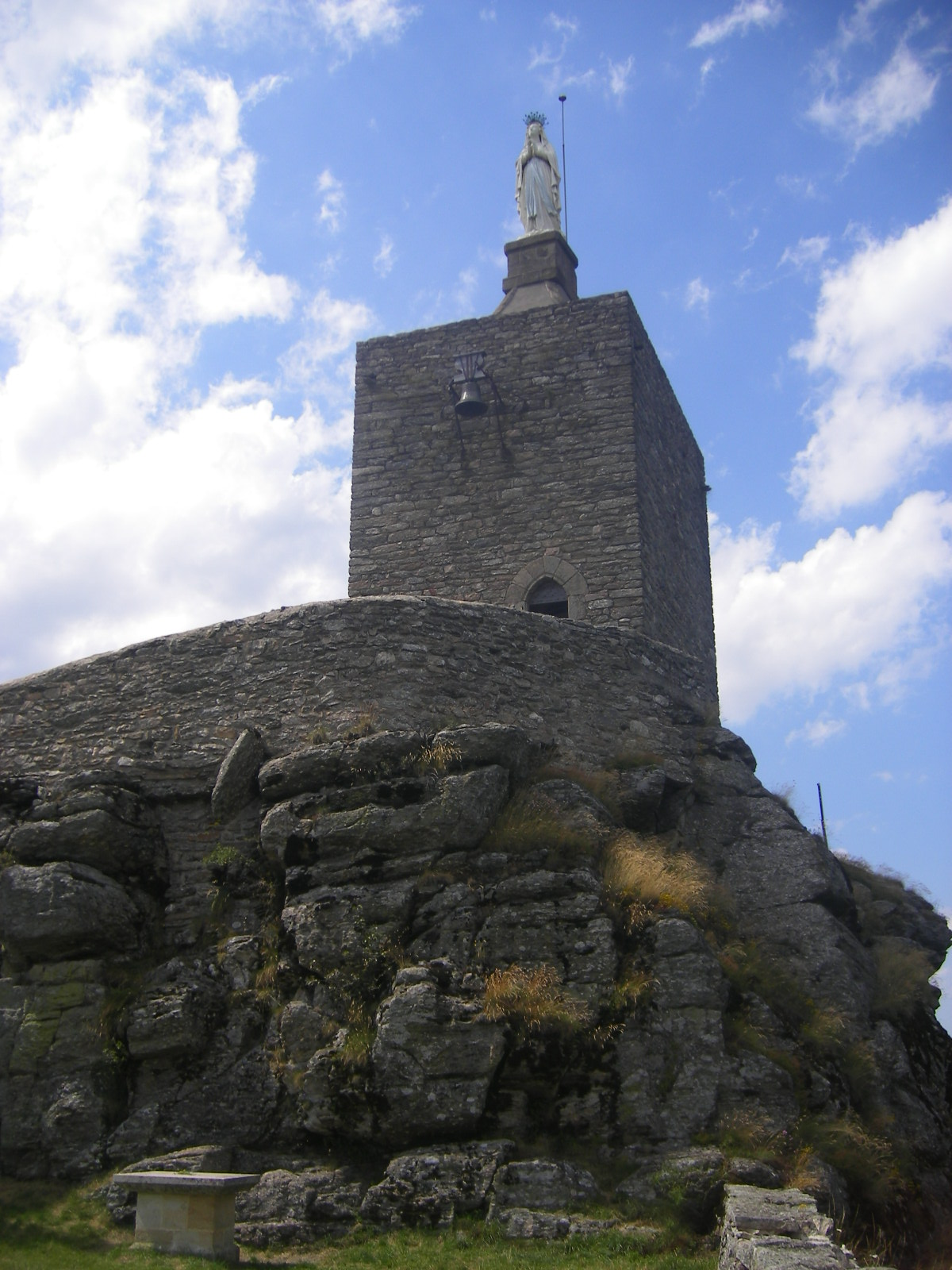
A luci vár romjai
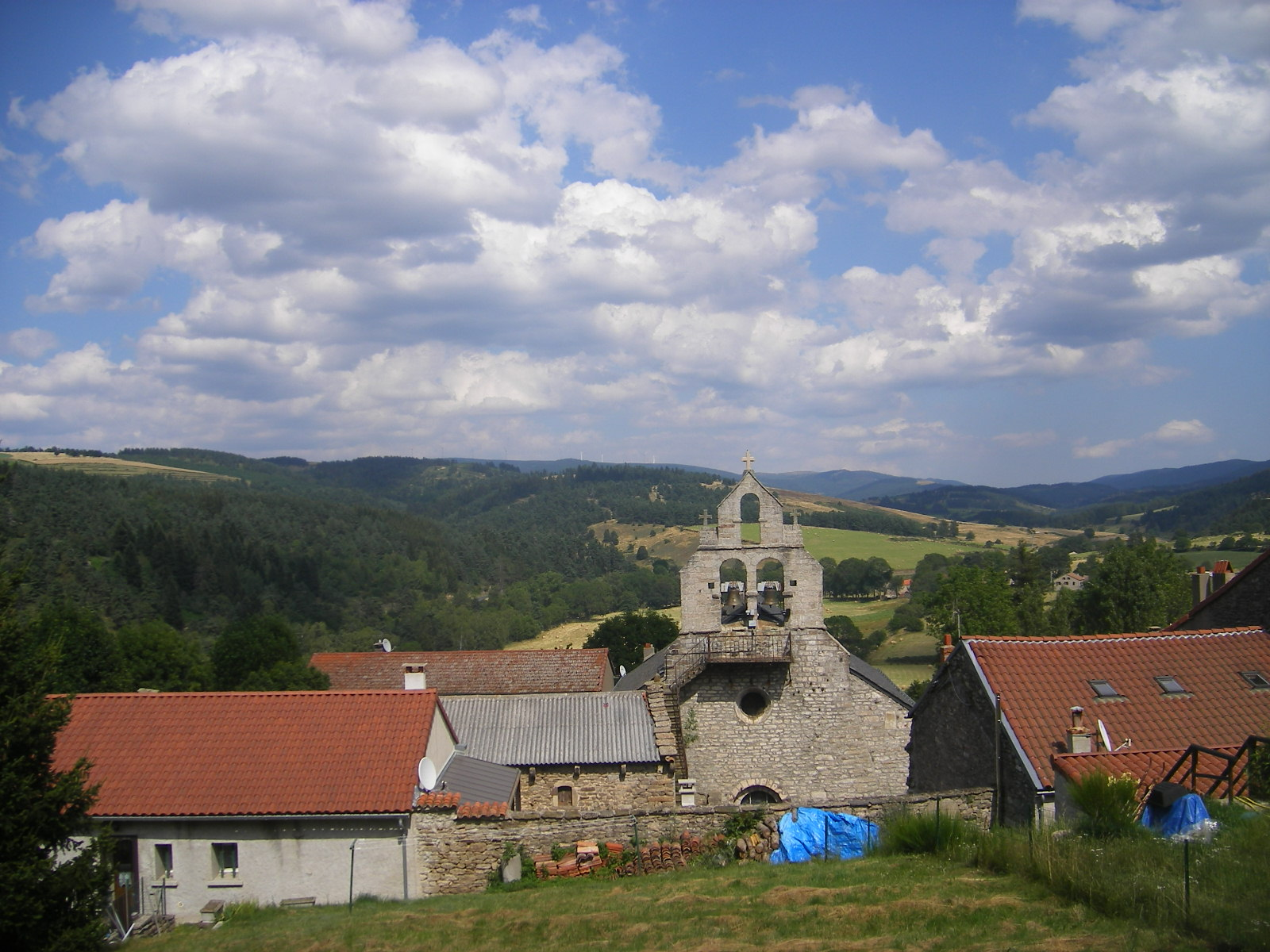
A templom
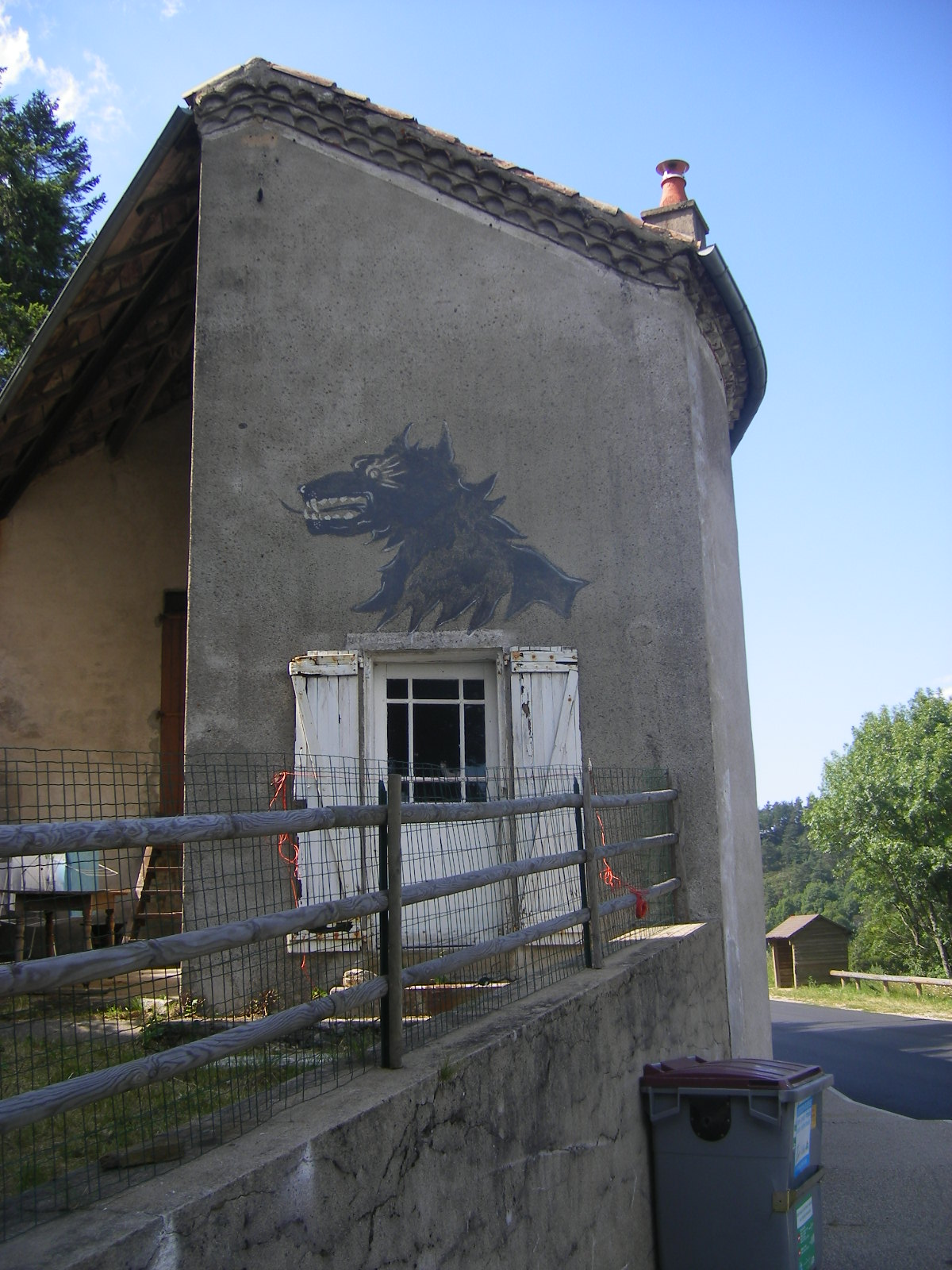
A gévaudani fenevad mint falfestmény
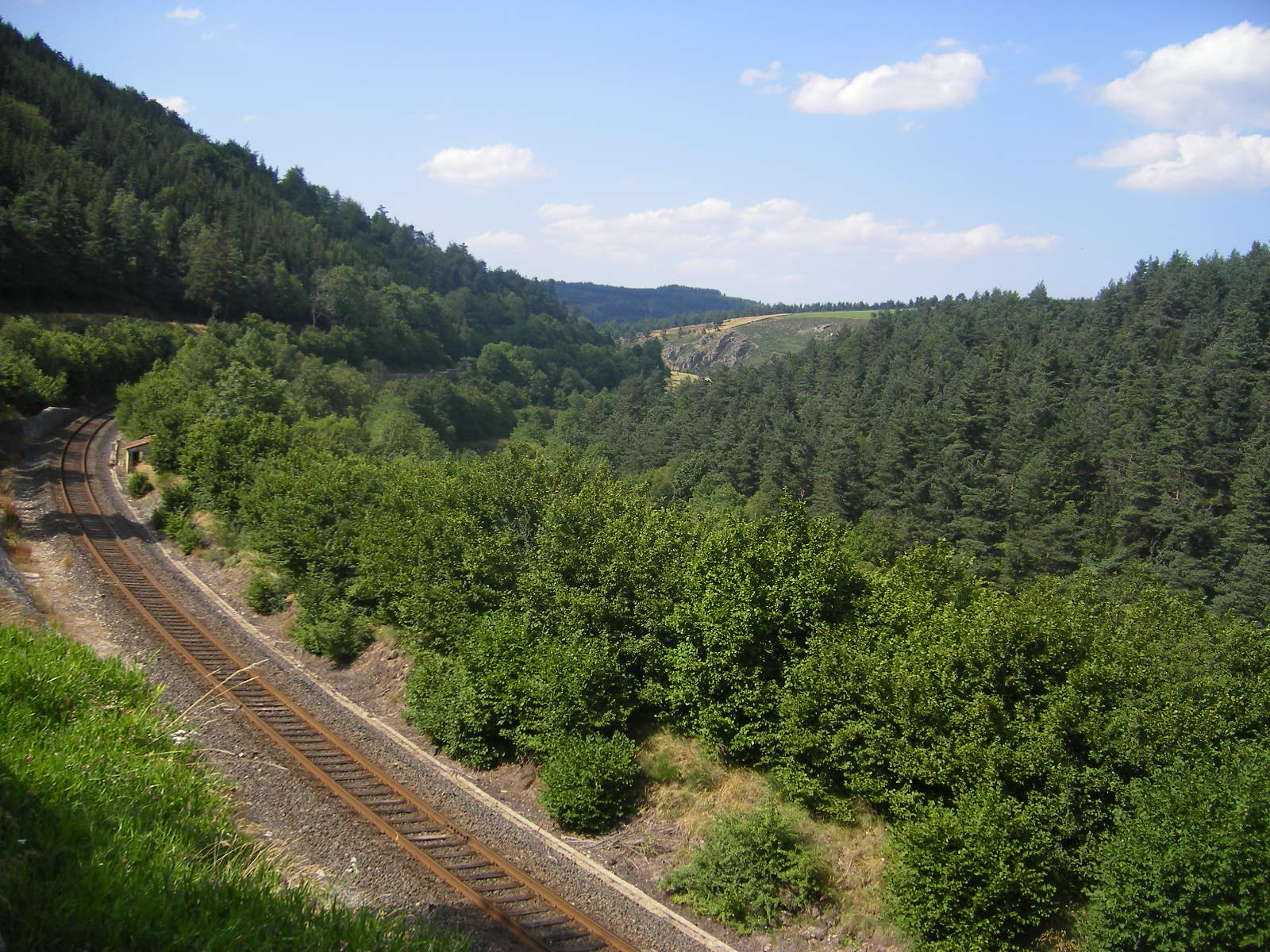
Az Allier-völgyi vasútvonal
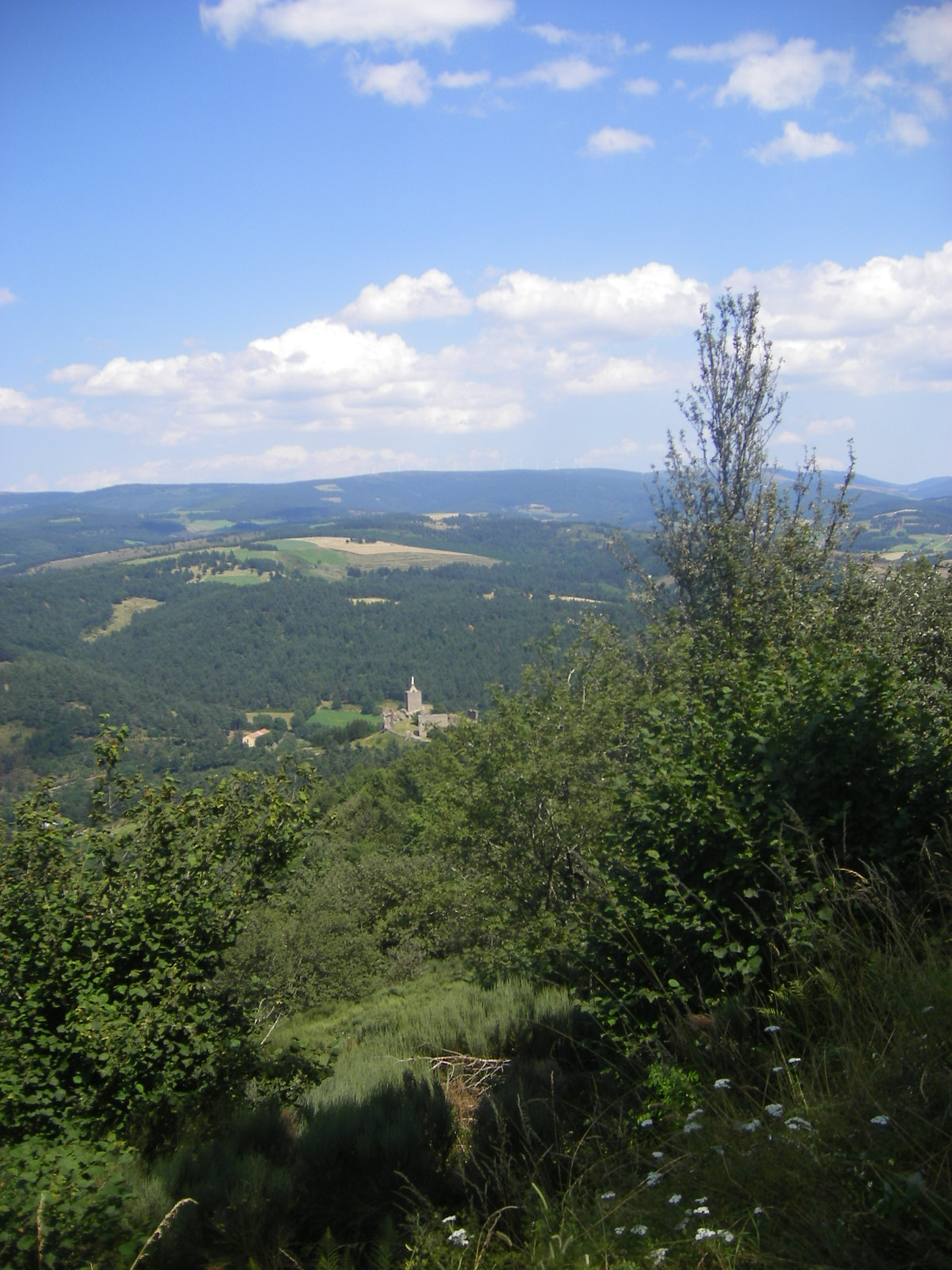
A luci vár a fennsíkról nézve
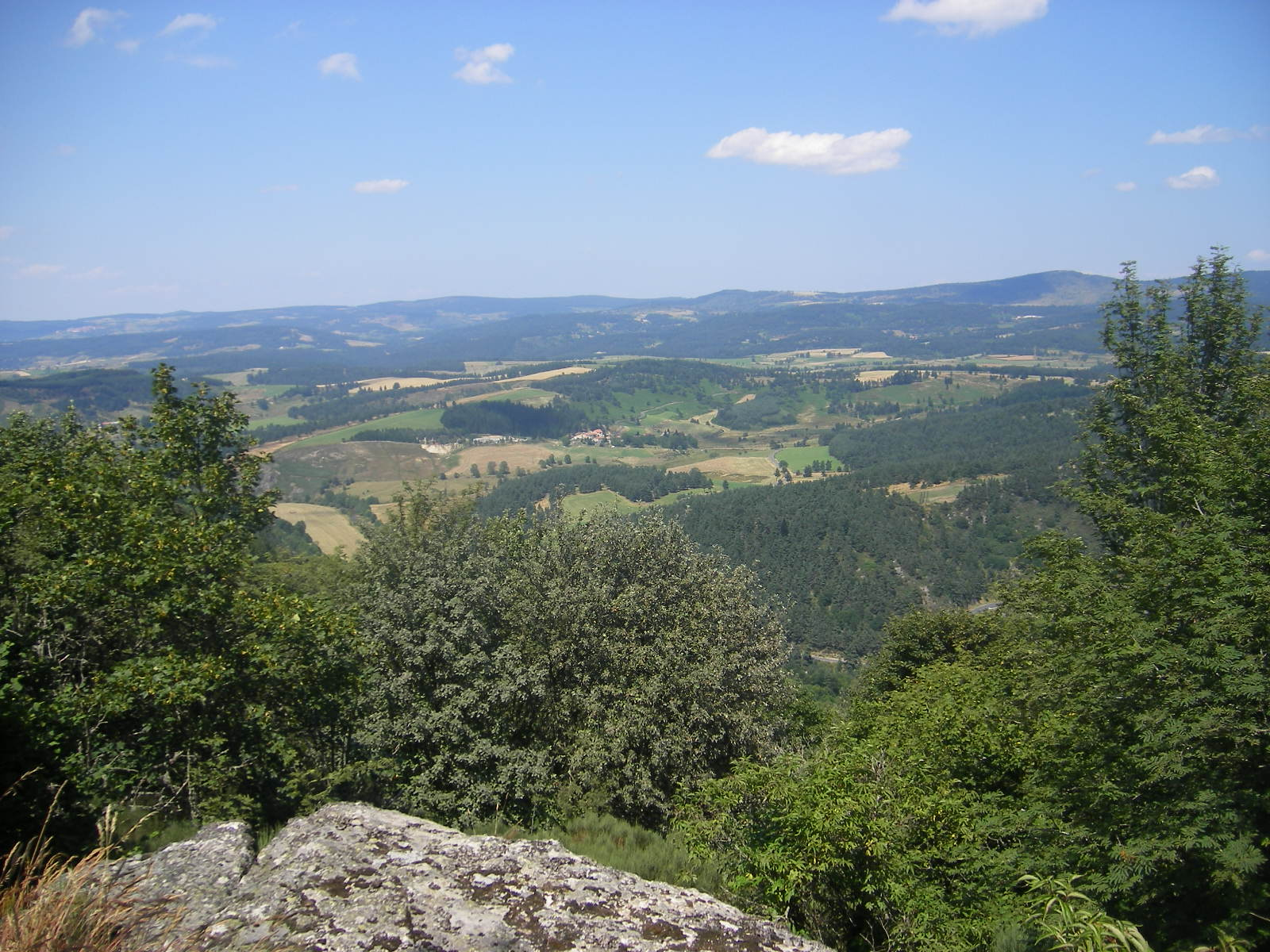
Az Allier-völgy
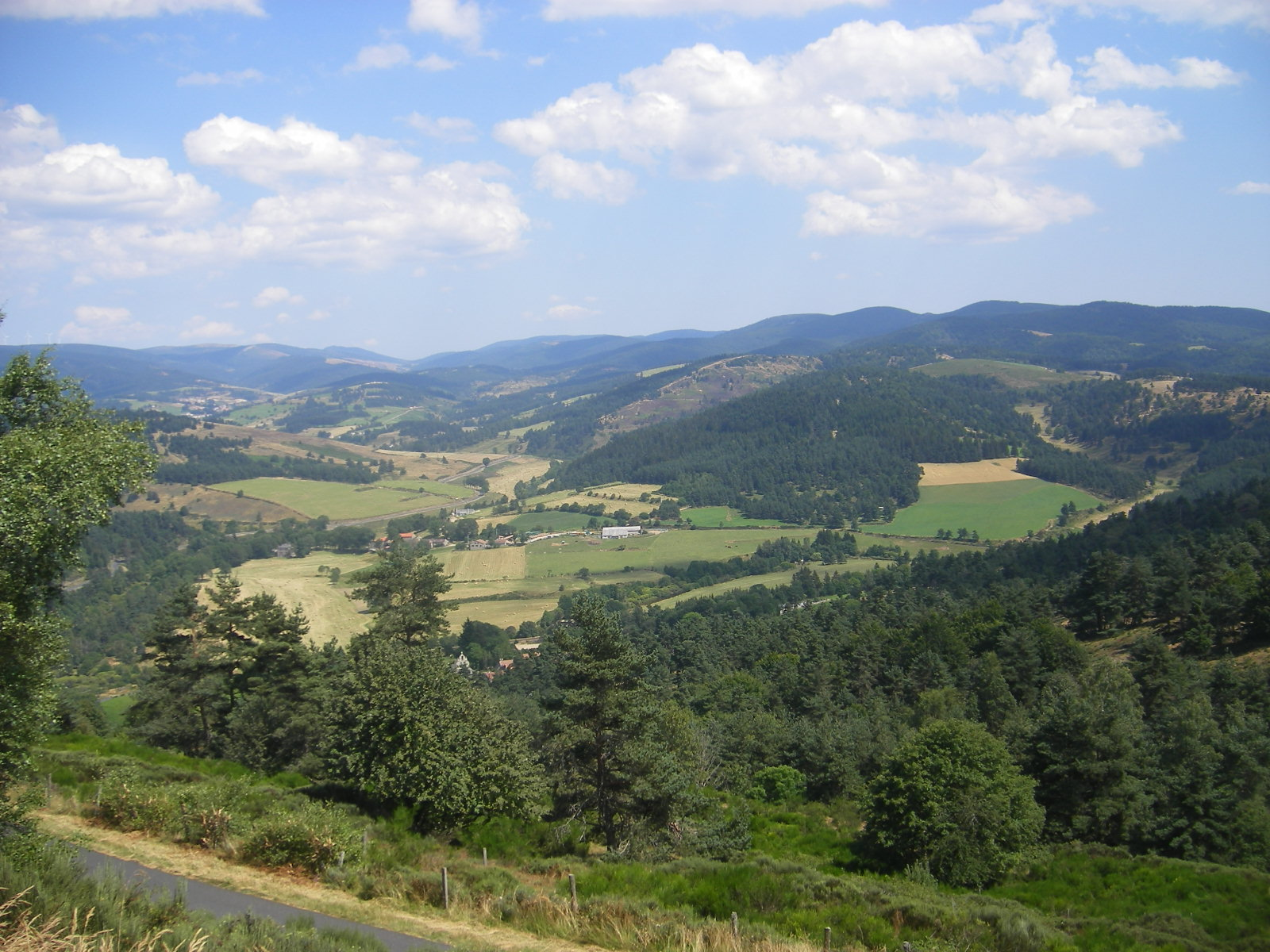
Az Allier-völgy
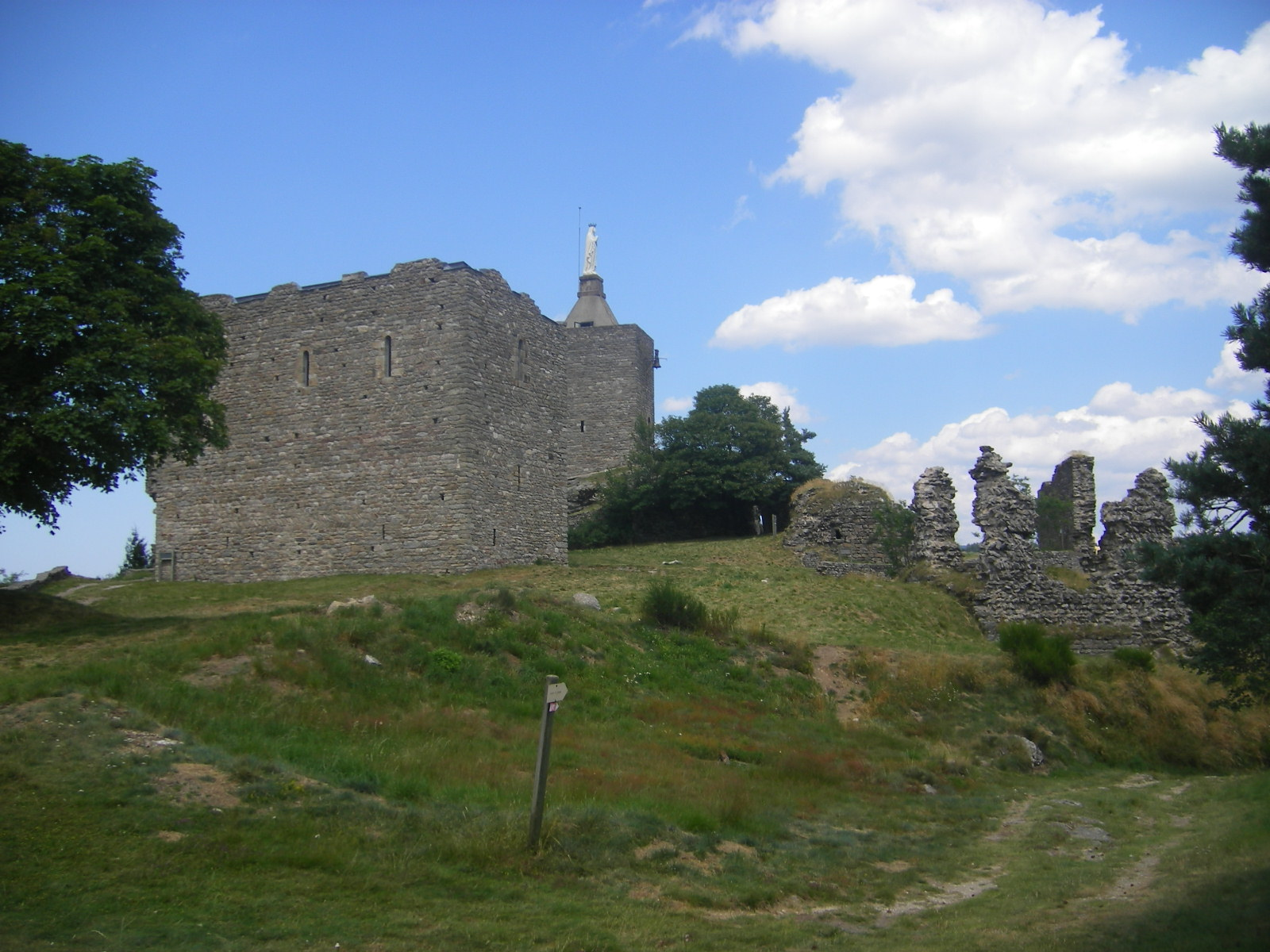
A luci vár romjai
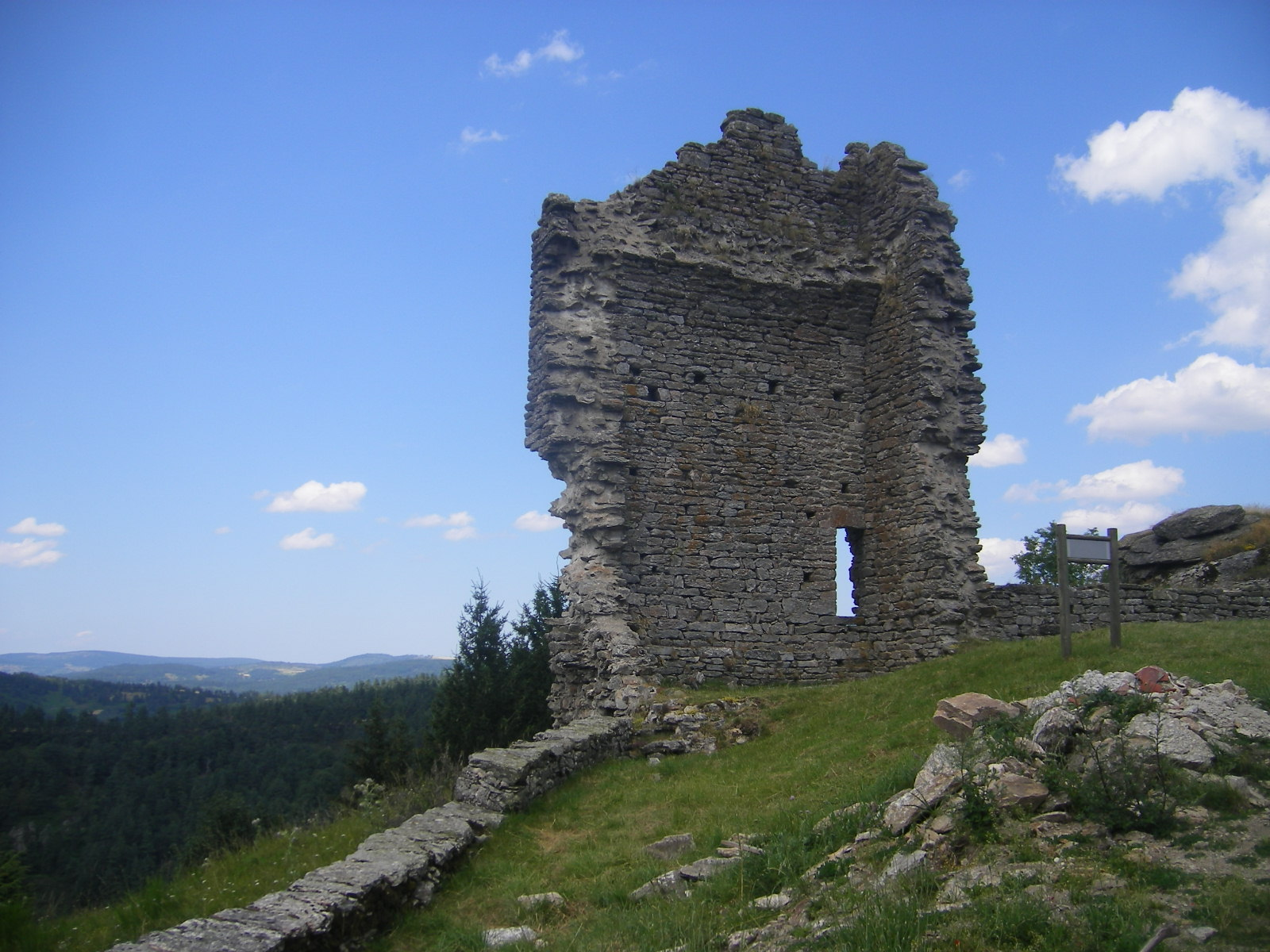
A luci vár romjai
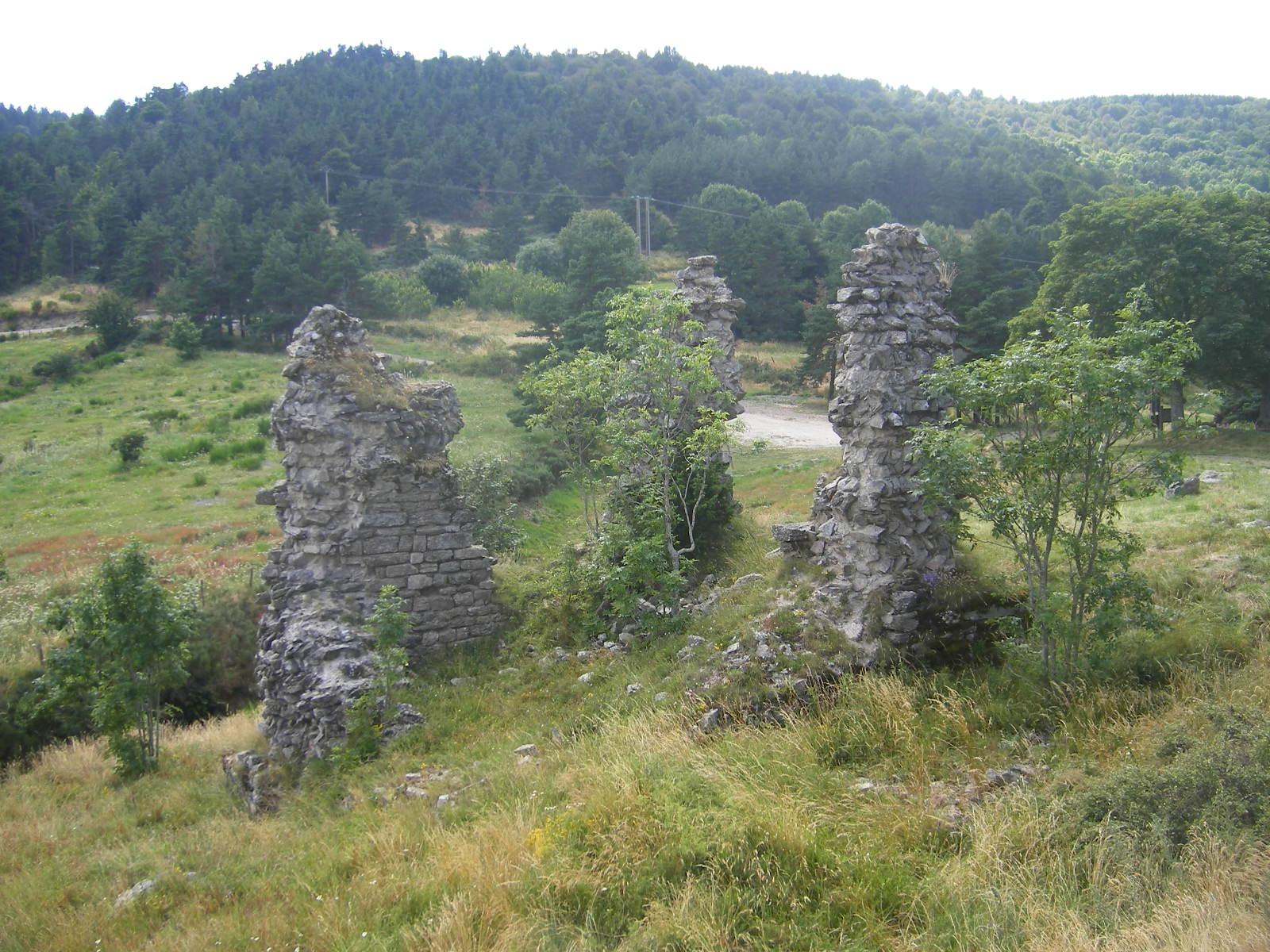
A luci vár romjai
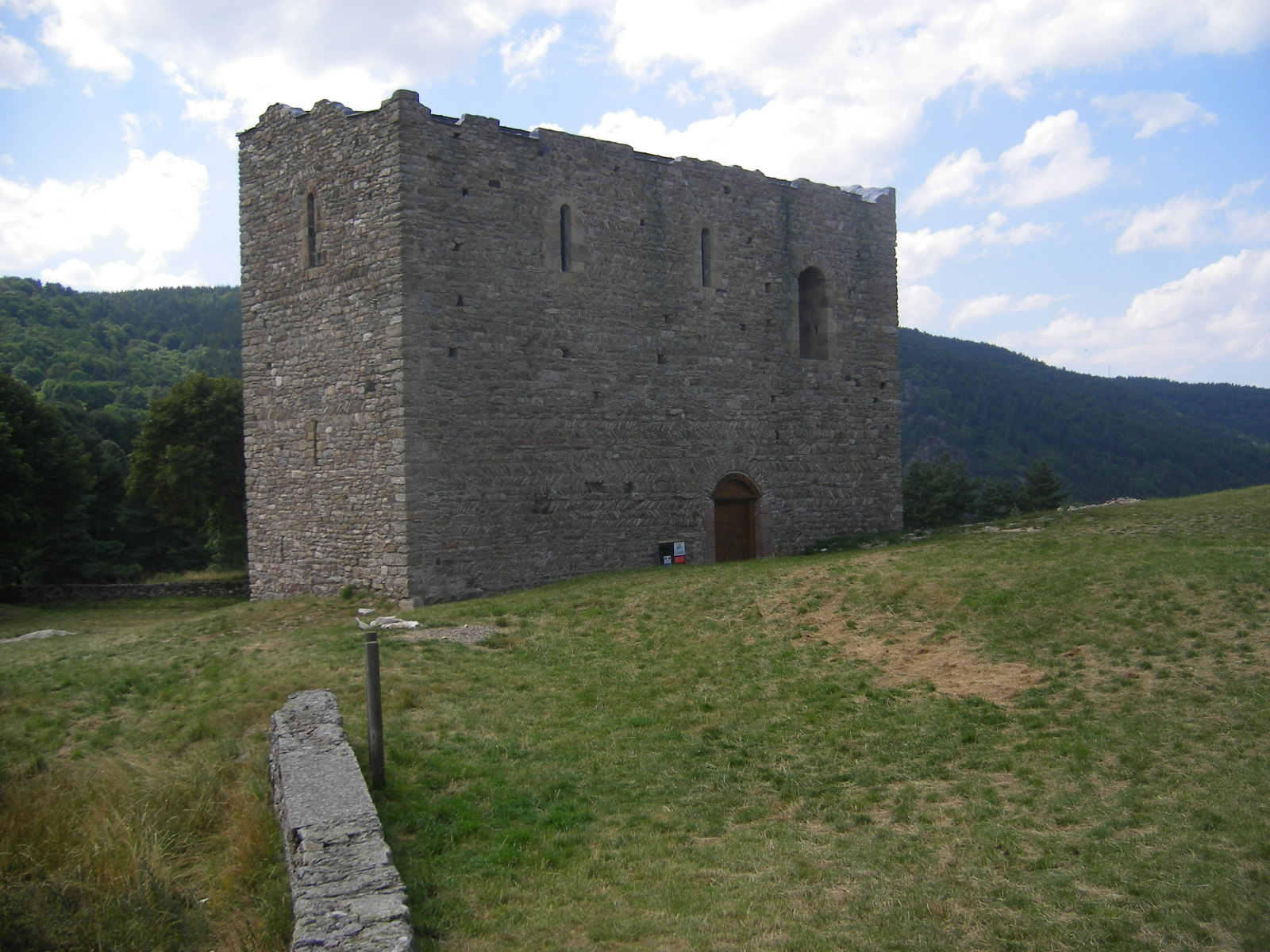
A luci vár romjai
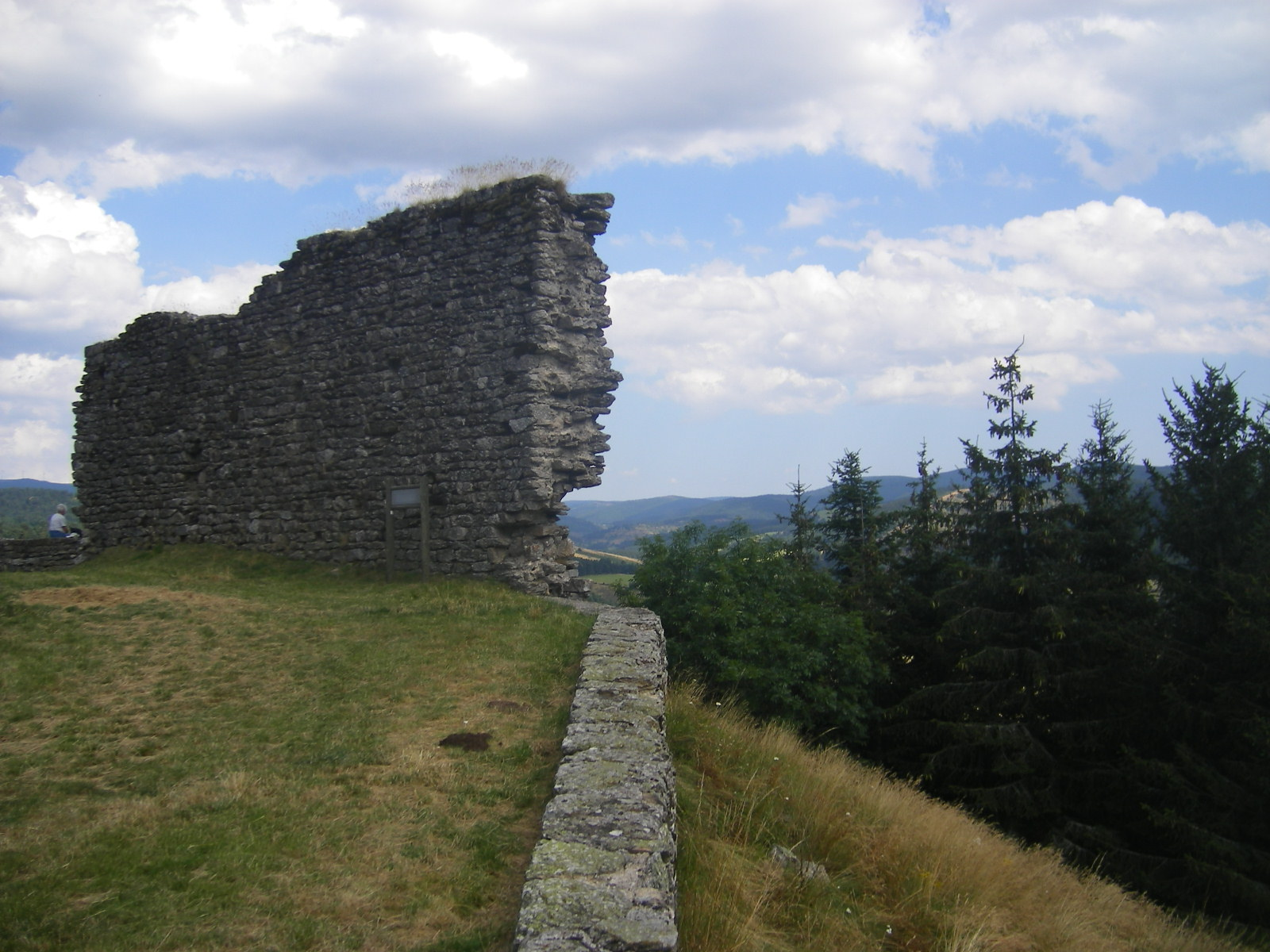
A luci vár romjai
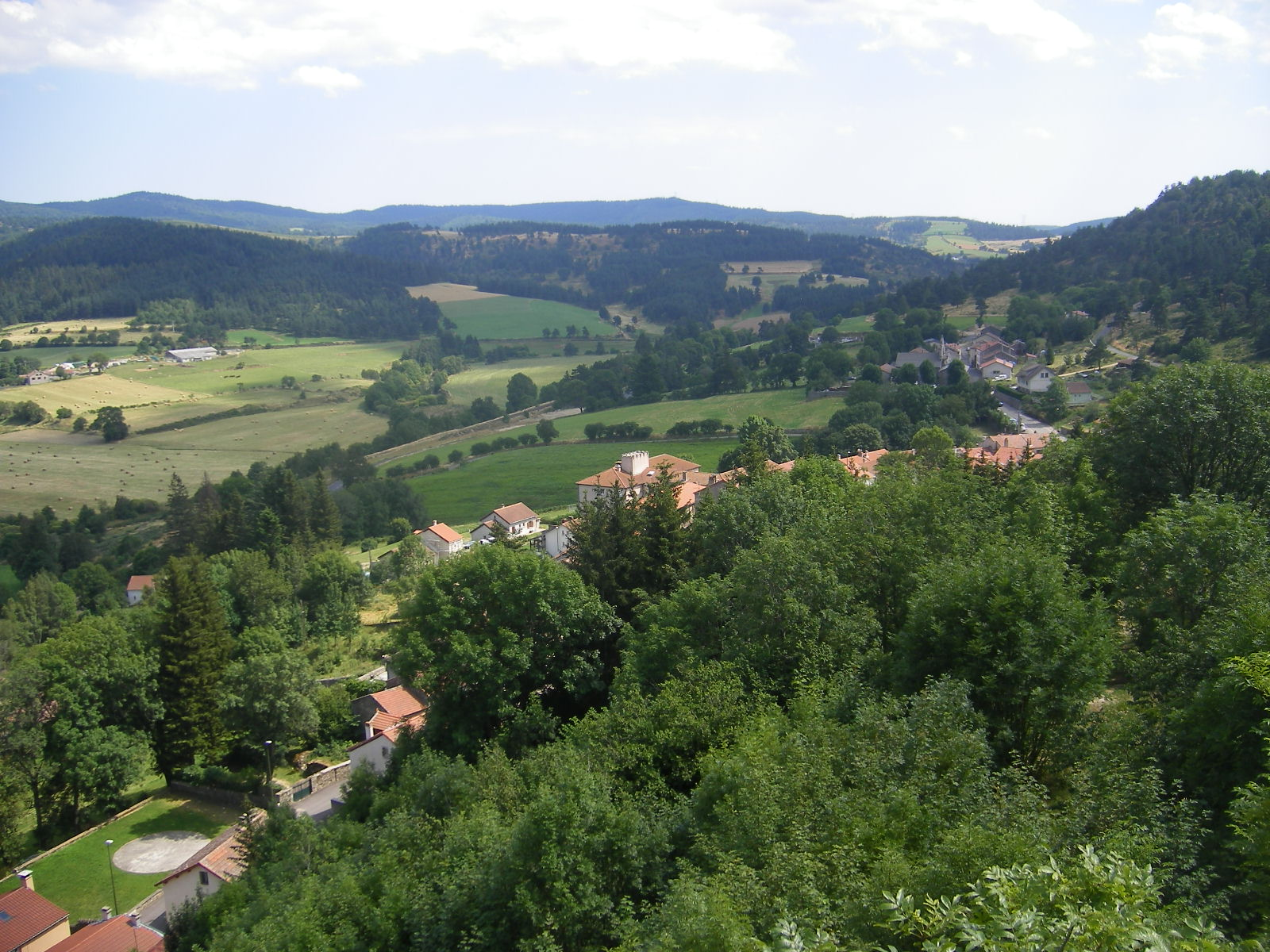
Luc a várból nézve
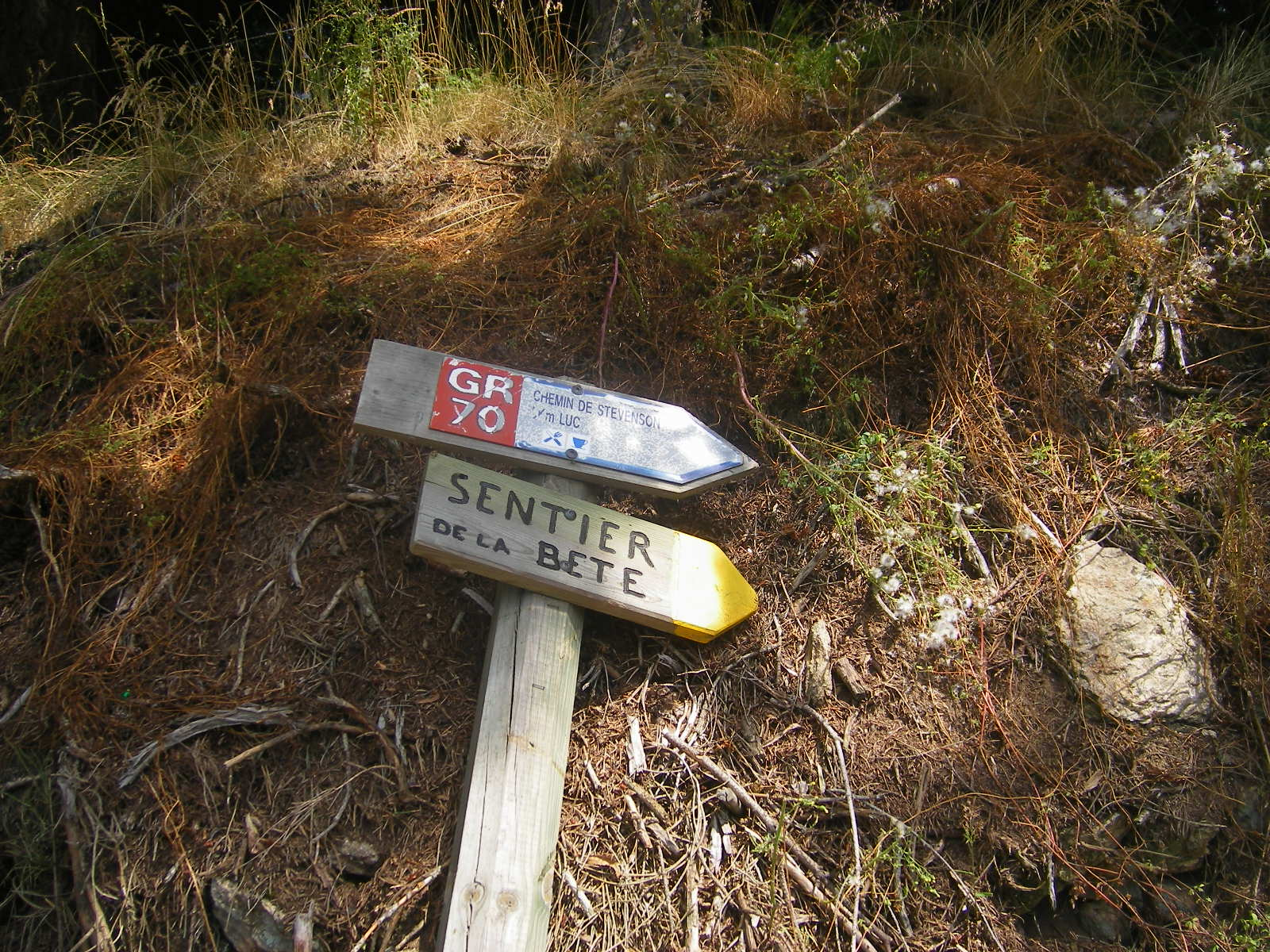
A GR-70-es (Stevenson) út jelzése
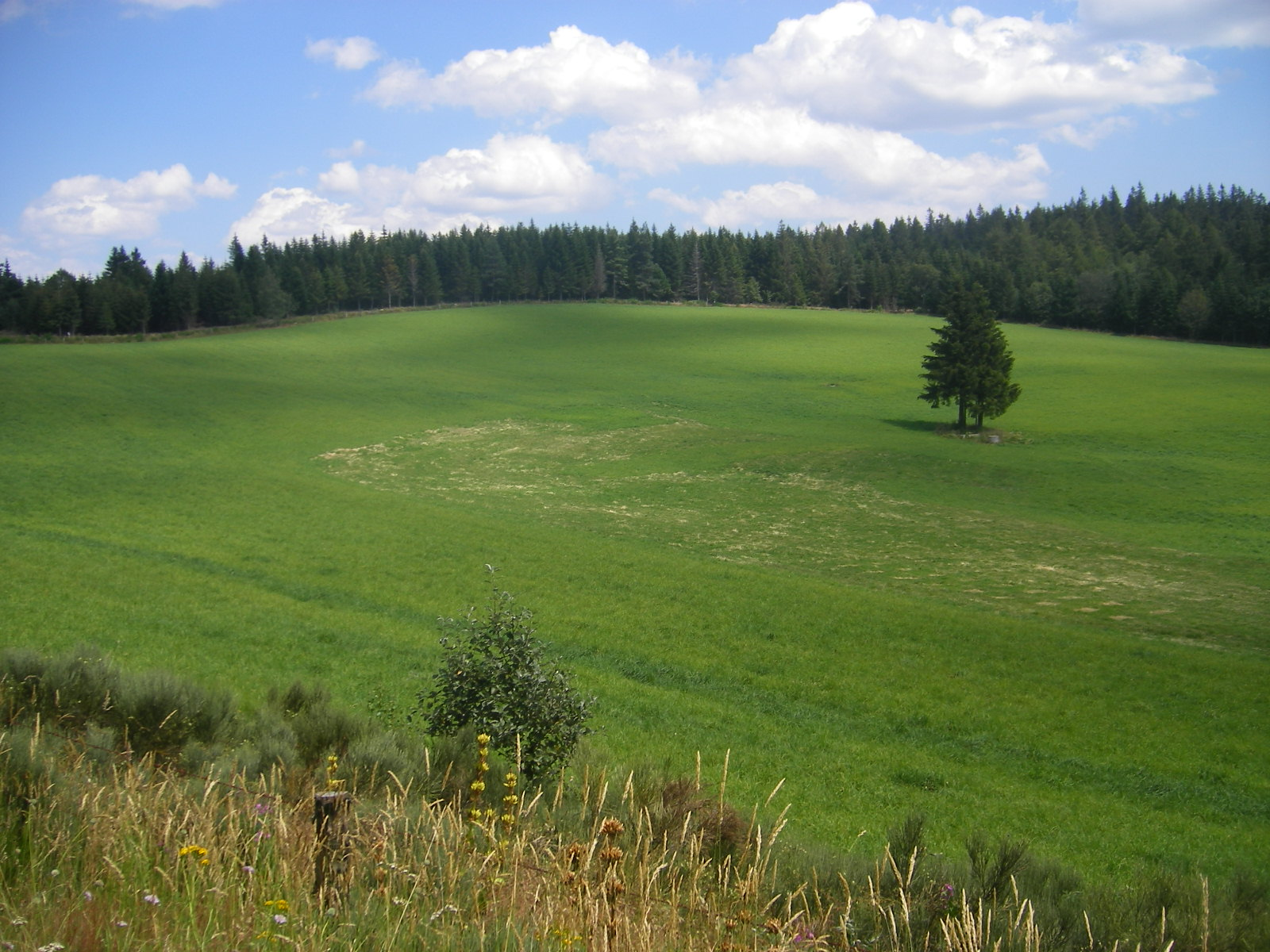
A falu feletti fennsíkon
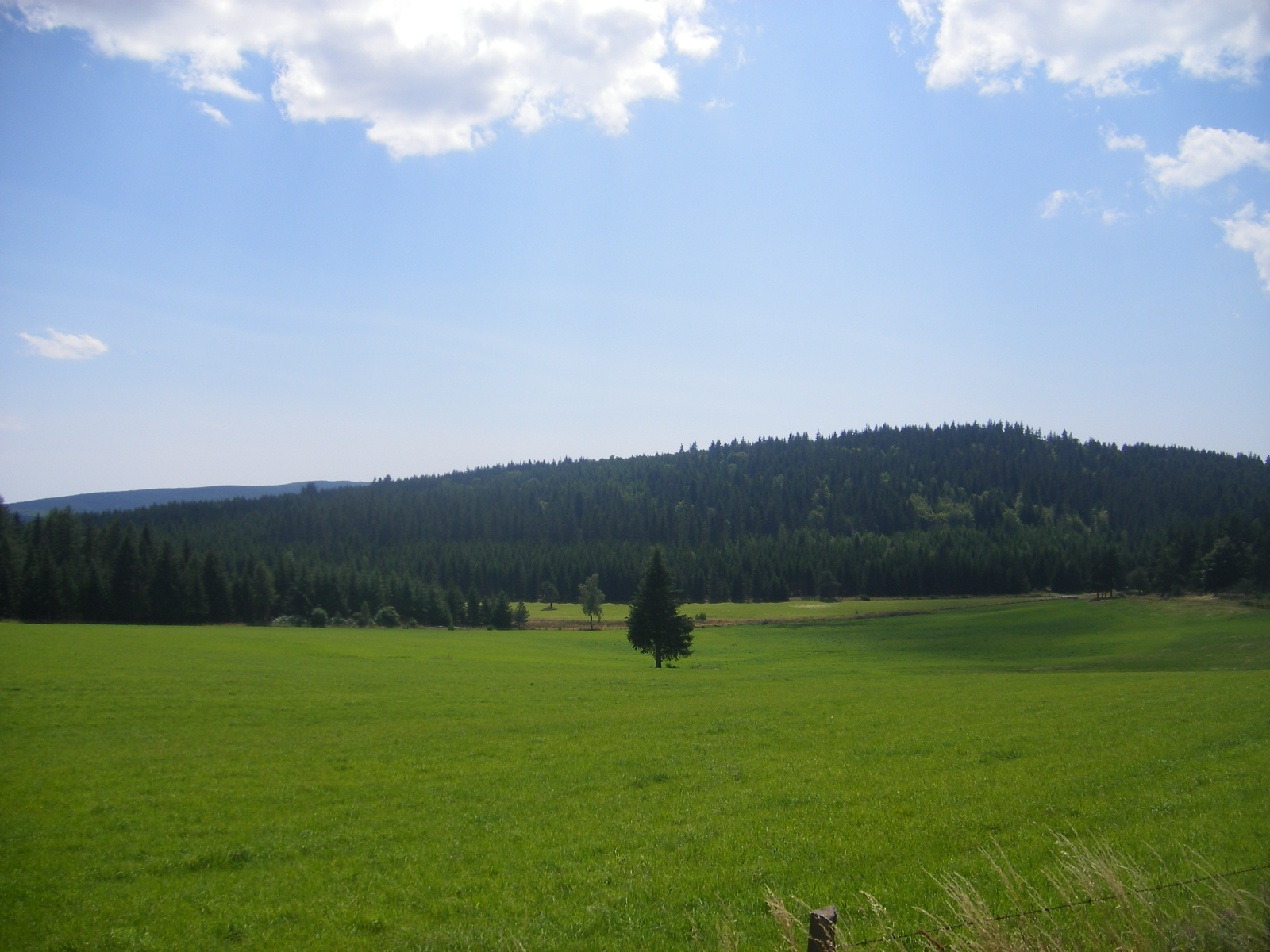
A falu feletti fennsíkon
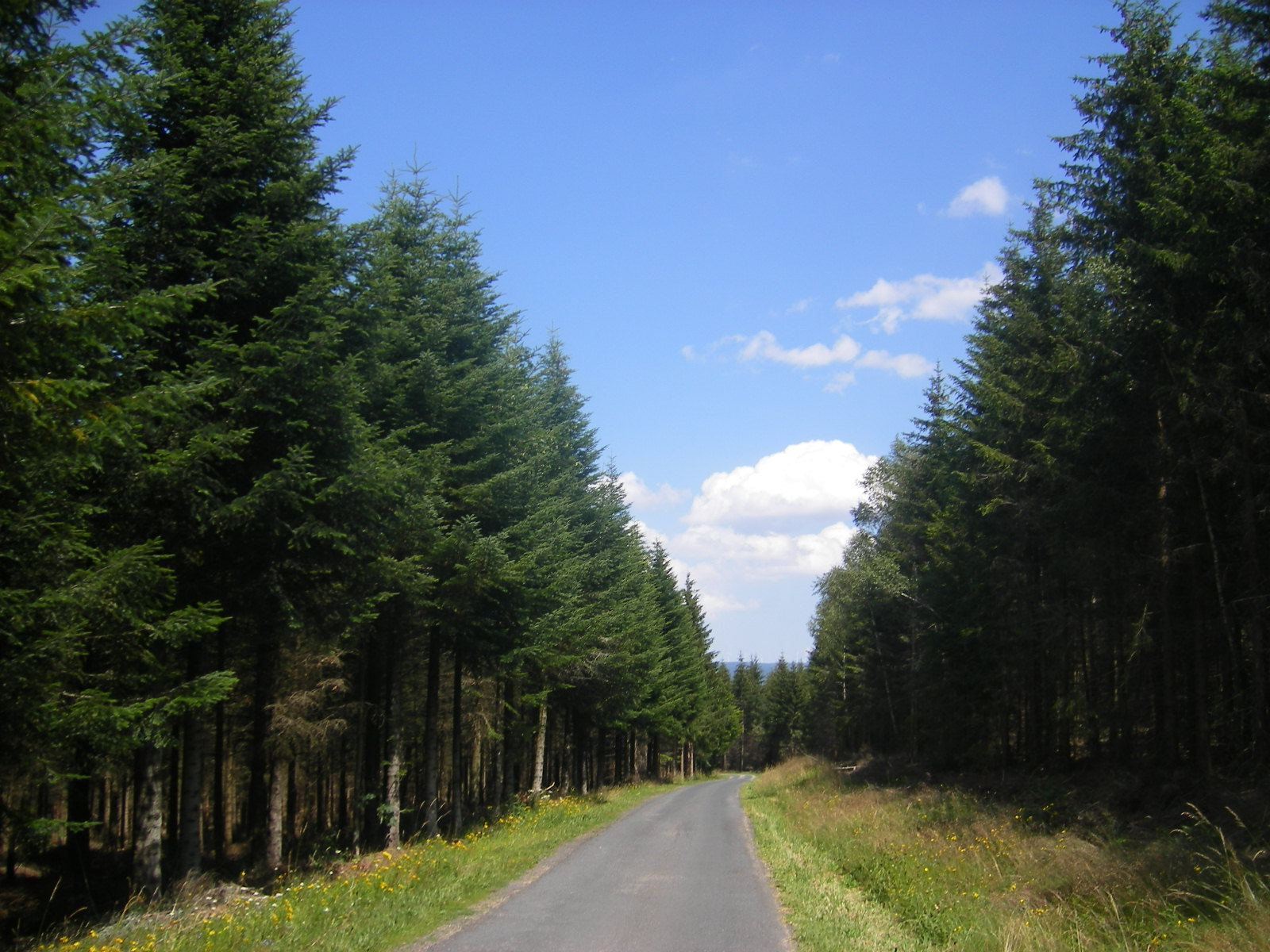
Út Luc és Les Pradels között
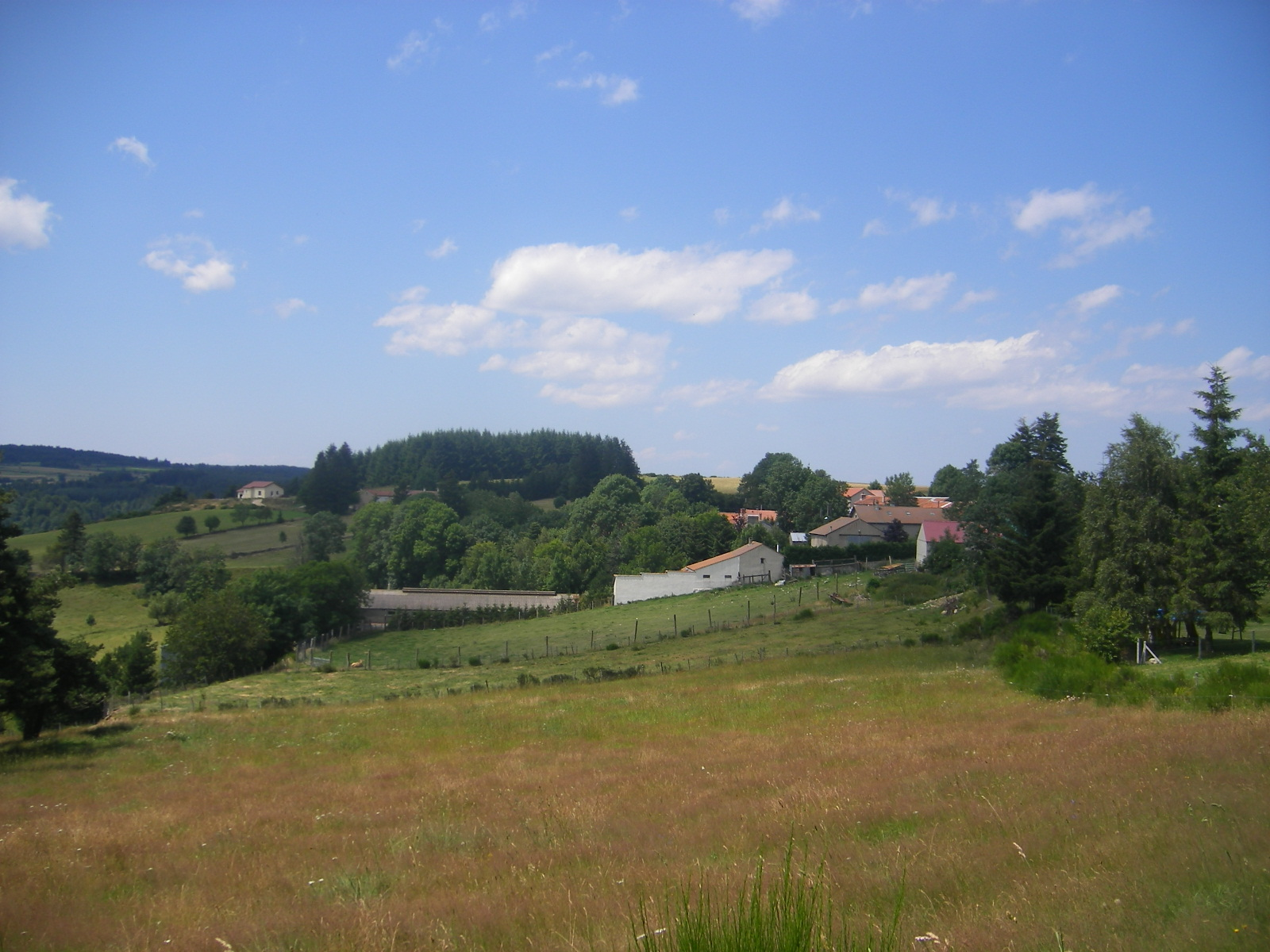
Les Pradels

## Kapcsolódó szócikk
- Lozère megye községei